# Batalhão de Operações Especiais de Fuzileiros Navais
 (janvier 2019).
Si vous disposez d'ouvrages ou d'articles de référence ou si vous connaissez des sites web de qualité traitant du thème abordé ici, merci de compléter l'article en donnant les références utiles à sa vérifiabilité et en les liant à la section « Notes et références ».
Le Batalhão de Operações Especiais de Fuzileiros Navais, ou Bataillon d'opérations spéciales des fusiliers marins, connu sous le nom de Bataillon Tonelero, est l'unité militaire des Commandos amphibies (COMANF), située dans la ville de Rio de Janeiro, qui est un corps des forces spéciales de la marine brésilienne spécialement préparé pour l'exécution et la planification d'opérations spéciales.

## Histoire
Le Batalhão de Operações Especiais de Fuzileiros Navais (BtlOpEspFuzNav) est créé le 9 septembre 1971 par un avis ministériel, lorsque l'ancien centre de recrutement du corps des fusiliers marins, qui était installé au même endroit, est transféré sur l'île de Marambaia, déménagement qui s'achève le 7 mars 1972. Le Bataillon commence à occuper ce qui reste des installations du centre, c'est-à-dire à l'époque le siège de commandement actuel et certains bâtiments encore existant à gauche de la rivière Rio Guandu do Sapê.
En 1974, la tour de saut est édifiée ; d'autres bâtiments commencent à se construire sur la rive droite du cours d'eau et sont incorporés au bataillon de 1976 à 1978.
À ses débuts, le Bataillon est organisé selon la conjoncture du moment, associant le besoin du Corps de fusiliers marins (CFN) de disposer d’une unité tournée vers des actions en situation de guérilla, et l’idée de constituer un 4e bataillon d’infanterie. En conséquence, le Bataillon d'opérations spéciales de cette époque est composé d'une compagnie de commandement et de service et d'une compagnie d’opérations spéciales organisées de la même manière qu’une compagnie de corps de la marine.
Dès sa création, le Bataillon Tonelero développe des activités d’instruction destinées aux opérations spéciales. En 1972, une première classe d'officiers de l'école navale est formée au cours de contre-guérilla (ConGue). Au fil des ans, le contenu et la structure de ce cours évoluent. Il est rebaptisé Cours de formation du commando amphibie, puis Cours spécial du commando amphibie (ComAnf), et est enfin divisé en un Cours spécial du commando amphibie et un Cours spécial des opérations spéciales (CEsOpEsp). Depuis 1998, la préparation du commando amphibie est confiée à un seul cours, le C-ESP-COMANF.
Le 1er janvier 1991, la Compagnie de reconnaissance amphibie (CiaReconAnf), appartenant à la Troupe de renfort, est transférée au Bataillon. Le 26 mars 1996, la Compagnie de reconnaissance terrestre (CiaReconTer) est transférée de la Division amphibie au Bataillon Tonelero, réuni au Bataillon d'opérations spéciales, pour toutes les activités d'opérations spéciales des fusiliers marins. En raison de l'importance et de la complexité des nouvelles tâches, le Bataillon Tonelero, qui était jusqu'alors rattaché à la Troupe de renfort, passe le 20 décembre 1995 sous l'autorité directe du commandement de la force des fusiliers de la flotte.
Aujourd'hui, le Bataillon d'opérations spéciales des fusiliers marins est organisé en une compagnie de commandement et de service, une section d'instruction des opérations spéciales, et trois compagnies d'opérations spéciales. Cette structure permet l’organisation de groupes et de détachements opérationnels pour mener à bien toute mission intéressant la Marine, dans le cadre d’opérations spéciales, y compris celles relatives à la récupération d'installations et au sauvetage de personne qui la concernent.

## Buts
Ce Bataillon a pour objectif principal, par l’intermédiaire des commandos amphibies, de contribuer à :
- la reconnaissance spéciale ;
- la guerre non conventionnelle ;
- l'action directe ;
- le sauvetage d'otages ;
- la lutte contre le terrorisme ;
- la contre-insurrection ;
- la défense interne à l'extérieur ;
- la lutte contre les stupéfiants ;
- les opérations de renseignement ;
- les opérations clandestines ;
- les missions humanitaires ;
- l'assistance aux forces de sécurité.

## Organisation
Le Bataillon Tonelero est structuré en :
- 1re compagnie de reconnaissance ;
- 2e compagnie d'action commando ;
- 3e compagnie de groupe spécial de récupération et de sauvetage ;
- 4e compagnie de commandement et de service ;
- peloton de soutien des opérations spéciales ;
- section d'instruction des opérations spéciales.

## Recrutement et formation
Pour les officiers, les sergents et les caporals admis au cours de qualification pour la promotion au grade de sergent, le Curso Especial de Comandos Anfíbios (Cours Spécial de Commandos Amphibies, C-ESP-COMANF), d’une durée de neuf mois, est enseigné et comprend les disciplines suivantes : infiltration, exfiltration, actions de commandos, nage utilitaire, patrouille, engins explosifs, secours avancés, combats en zones urbaines, combat corps à corps, alpinisme avancé, rappel, techniques de survie en mer et à terre, renseignement et contre-espionnage, reconnaissance avancée, manutention d'hélicoptères et de drones de la marine brésilienne, entre autres. À cela s'ajoute la formation aux opérations dans les régions côtières, marécageuses (tel le Pantanal) et montagneuses, par temps froid, dans les régions semi-arides, de jungle et urbaines. Les militaires qui suivent ce cours reçoivent un écusson représentant un crâne traversé par un rayon rouge, symbole qui le distingue des autres marines.
Pour les Caporal et les soldats, le Estágio de Qualificação Técnico Especial de Operações Especiais (Stage de qualification technique spéciale des Opérations spéciales, EQTEsp-OpEsp), d'une durée moyenne de huit semaines et communément appelé « Comanfinho », est indiqué. Cette étape vise à former des auxiliaires du COMANF.

## Entraînement
Chaque année, les militaires du bataillon Tonelero s'entraînent dans divers états du Brésil ainsi qu'à l'étranger, cherchant la perfection et la précision de leurs techniques de combat et développant leur capacité à opérer dans des environnements et des climats différents.
Chaque année, les militaires du bataillon Tonelero suivent des cours et stages de perfectionnement technique dans l’armée brésilienne, notamment en parachutisme (cours de base, éclaireur , et DoMPSA, c'est-à-dire pliage, entretien de parachute, ravitaillement aérien), guerre dans la jungle, cours avancé d’alpinisme, phase d’opérations de la Caatinga et phase d’opérations du Pantanal. Dans le bataillon même, sont donnés les cours de déploiement en chute libre (Curso Expedito de Salto Livre, C-EXP-SAL) et en plongée (Curso Expedito de Mergulho Autônomo, C-EXP-MAUT).
Les soldats du bataillon qui parlent l'anglais sont souvent affectés à des cours à l'étranger et se spécialisent dans des unités telles que le « MARSOC » (Marines, États-Unis), le « Sayeret Matkal » (Tsahal, Israël) et le « GIGN » (Gendarmerie Nationale, France).

## Opérations

### Angola
- UNAVEM III (1995).

### Bolivie
- Évasion du sénateur bolivien Roger Pinto (2013)
- Mission d'exfiltration du chef de l'opposition Evo Morales pour le mettre en sécurité au Brésil. Les militaires l'ont transporté pendant 22 heures sur 1 600 km, en voiture diplomatique depuis l'ambassade du Brésil, dans des zones d'accès difficile et de production de coca, jusqu'à arriver à Corumbá, dans le Mato Grosso do Sul.

### Brésil
- Guerra do Araguaia.
- ECO-92, Rio de Janeiro (1992).
- Operações no complexo de favelas da Penha e do Alemão, Rio de Janeiro (2010).
- Jogos Mundiais Militares, Rio de Janeiro (2011).
- Jornada Mundial da Juventude, Rio de Janeiro (2013).
- Operações no complexo de favelas da Maré, Rio de Janeiro (2014).
- Copa do Mundo (2014).
- Jogos Olímpicos Rio 2016.
- Operação Capixaba, Espírito Santo (2017).
- Operação Furacão [Todas as edições], Rio de Janeiro (2017-2018).
- Crise no Porto de Santos, São Paulo (2018).
- Operações na Intervenção Federal no Rio de Janeiro (2018).

### Haïti
- MINUSTAH (2004-2017) : Sous l'égide des Nations unies, les Comandos Anfíbios ont joué un rôle important dans la lutte contre la guérilla ravageant le territoire haïtien et provoquant une grande instabilité politique dans le pays. Des Comandos Anfíbios sont présents dans tous les contingents de marines en Haïti, et ce depuis 2004, année où le Brésil a commencé à envoyer des troupes dans ce pays.

## Attributs

### Écusson
L'emblème du Comandos Anfíbios, d'apparence hostile, figure un crâne transpercé par la foudre qui représente la mort de l'ennemi ainsi que la vitesse et la violence des actions entreprises ; une ancre symbolise la fidélité à la marine brésilienne et la capacité de mener des opérations navales ; une paire d’ailes évoque la capacité à opérer par voie aérienne ; et une pierre tombale bleue rappelle les ténèbres, environnement adapté aux activités des Comandos Anfíbios.[réf. nécessaire]

### Béret noire
Les Comandos Anfíbios se distinguent également par le béret noir qui, dans le cas des militaires du Corpo de Fuzileiros Navais, est porté uniquement par les Comandos Anfíbios.

## Armement du Bataillon
| Modèle               | Pays d'origine | Type                      |
| -------------------- | -------------- | ------------------------- |
| Taurus PT-92         | Brésil         | Pistolet semi-automatique |
| Taurus PT24/7        | Brésil         | Pistolet semi-automatique |
| COLT SCW             | États-Unis     | Fusil d'assaut            |
| Mk.18 Mod 0          | États-Unis     | Fusil d'assaut            |
| Benelli M4           | Italie         | Fusil « de combat »       |
| Mossberg 590         | États-Unis     | Fusil « de combat »       |
| Parker Hale M85 (en) | Royaume-Uni    | Fusil de précision        |
| PGM Ultima Ratio     | France         | Fusil de précision        |
| PGM Hécate II        | France         | Fusil antichar            |
| Heckler & Koch UMP   | Allemagne      | Pistolet-mitrailleur      |
| FN Minimi            | Belgique       | Mitrailleuse              |
| AT-4                 | Suède          | Lance-roquettes           |